# Taurisa
Taurisa (en francès Taurize) és un municipi francès situat al departament de l'Aude i a la regió d'Occitània.